# Rotbach (Moldau)
Der Rotbach (tschechisch Pestřice) ist ein Bach im Böhmerwald, der über weite Strecken entlang der Grenze zwischen Tschechien und Österreich verläuft. Er ist ein Zufluss der Moldau.

## Geographie
Der Rotbach entspringt in Österreich auf einer Höhe von 1019 m ü. A. Seine Quelle liegt am Fleischhackerberg in einem Moorbiotop mit kleinen Waldinseln. Er weist eine Länge von 10,73 km auf. Bald nach seiner Quelle fließt er entlang der österreichisch-tschechischen Grenze. Auf der tschechischen Seite liegt hier die Gemeinde Horní Planá, auf der österreichischen Seite zunächst die Gemeinde Ulrichsberg, dann die Gemeinde Aigen-Schlägl. Er nimmt linksseitig den Sonnenwaldbach auf. Schließlich verläuft der Rotbach ausschließlich auf tschechischem Territorium an der Grenze der Gemeinden Černá v Pošumaví und Horní Planá. Hier ist der Kesselbach ein rechter Zufluss. Der Rotbach mündet im Stausee Lipno auf einer Höhe von 724 m ü. A. linksseitig in die Moldau. 
In seinem 18,36 km² großen Einzugsgebiet liegen die Siedlung Sonnenwald und ein Teil der Siedlung Schöneben.

## Geschichte
Ende des 18. Jahrhunderts wurde am Rotbach eine Schleuse für den Schwarzenbergschen Schwemmkanal angelegt. Das Stift Schlägl wurde im Jahr 1790 für verschiedene abgetretene Nutzungsrechte mit dem Fischerei-Recht in der Moldau zwischen dem Rotbach und dem Igelbach entschädigt.

## Umwelt
Im Rotbach kommen abschnittsweise Wassersterne (Callitriche) vor. Am Hang bei der Zigeunerau wachsen Schlucht- und Hangmischwälder. Auf der Höhe von Sonnenwald liegt eine Grünlandbrache, die zu den Mädesüß-Staudenfluren gezählt wird. Entlang des Bachs verläuft eine schmale Hochstaudenflur mit Knolligem Beinwell (Symphytum tuberosum), Pestwurzen (Petasites), Kälberkröpfen (Chaerophyllum), Alpen-Milchlattich (Cicerbita alpina) und Österreichischer Gemswurz (Doronicum austriacum).
In Österreich ist der Rotbach Teil des Europaschutzgebiets Böhmerwald-Mühltäler und der Important Bird Area Böhmerwald und Mühltal. In Tschechien gehört er zum Biosphärenreservat Šumava, zum Naturreservat Pestřice und zur Important Bird Area Böhmerwald.